# Ipomoea chrysocalyx
Ipomoea chrysocalyx är en vindeväxtart som beskrevs av D.F. Austin. Ipomoea chrysocalyx ingår i släktet praktvindor, och familjen vindeväxter. Inga underarter finns listade i Catalogue of Life.